# Jaroslav Krejčí (fotograf)
Jaroslav Krejčí (22. července 1929 Znojmo – 5. února 2006 Praha) byl český grafik, ilustrátor, divadelní fotograf a vysokoškolský pedagog.

## Život
Jeho otec, Eduard Krejčí, úředník Nemocenské pojišťovny ve Znojmě a aktivní člen Sokola, se nadšeně věnoval ochotnickému divadlu, pro které jako scénograf vytvořil řadu výprav. Matka, Marie Krejčí, převážně v domácnosti, v divadle často hrála. Malý Jaroslav prožil ve Znojmě idylické dětství, které bylo zdrojem životní inspirace a silných vjemů.
Po maturitě v Praze absolvoval Pedagogickou fakultu Univerzity Karlovy, obory výtvarná výchova, deskriptivní geometrie a matematika. Jeho profesory byli Karel Lidický, Martin Salcman, Cyril Bouda, Jindřich Helekal a Jaroslav Bureš.
V roce 1962 byl Jaroslav Krejčí přijat do SČVU jako výtvarník z povolání. Pro nakladatelství Albatros, Artia, Odeon, Panorama, Artcentrum a další, vytvářel grafické práce, ilustrace, knižní design, fotografie. V roce 1971 realizoval (pod pseudonymem Jaroslav Schneider) pro vydavatelství Belser Verlag knihu Kafka und Prag, která vyšla v několika zemích a jež posléze získala ocenění na knižním veletrhu ve Frankfurtu nad Mohanem a na mezinárodním bienále knižního designu v Jeruzalému. Pro Divadelní ústav v Praze realizoval 7 monografií českých scénografů (Josef Svoboda, Otto Šimánek, Adolf Wenig, J. Sládek, Zdenek Seydl, Václav Nývlt, Karel Svolinský). Při tvorbě ilustrací vycházel z fotografie, ty nechával nejprve dělat své kolegy, brzy se všechno sám naučil.
Krejčí se ve Fotochemě v Jungmannově ulici setkal s tzv. dokumentem, speciálním fotopapírem, na kterém exponovaný snímek připomínal více grafiku a nebyl naturalistický. Pokud se snímek na papír exponoval přes rubovou stranu, překopírovala se na fotografii i struktura papírové podložky. Tímto způsobem vytvářel Krejčí osobitou výtvarnou formu. Tato technologie vyhovovala obzvlášť tématu divadla.
V roce 1963 pracoval Krejčí jako propagační grafik v divadle Jiřího Wolkera. Zde se setkal s režisérem Alfrédem Radokem a krátká intenzivní doba jejich spolupráce ovlivnila navždy Krejčího život i tvorbu. Stejně významné bylo i následné setkání s režisérem Janem Grossmanem, který Krejčího vyzval telegramem ke spolupráci na hře Proces.
Tím byla započata jeho kariéra divadelního fotografa. Se souborem divadla Na zábradlí navštívil i Paříž a Londýn, vedle fotografování v některých inscenacích také statoval.
Spolupracoval se všemi významnými režiséry české divadelní scény, kromě Alfréda Radoka a Jana Grossmana také s Pavlem Šmokem, Miroslavem Macháčkem, Ewaldem Schormem, Janem Kačerem, Otomarem Krejčou, Lubošem Pistoriem, Jaroslavem Dudkem, Milošem Horanským, Ivanem Rajmontem a dalšími. Krejčího pojetí bylo nové. Byl přítomen již u prvních zkoušek, dokázal stát se téměř neviditelnou součástí hereckého souboru a mohl později podat režisérovi fotografickou zprávu z právě odehrané zkoušky či představení. Nechtěl pouze vyrábět reklamu pro vitríny, ale chtěl být tvůrcům rovnocenným partnerem. Takový přístup k tématu umožnil hluboký průnik, černobílé podání a nová forma obrazu dokázaly zprostředkovat tajemství, dramatičnost a atmosféru představení.

Divadelní fotografie
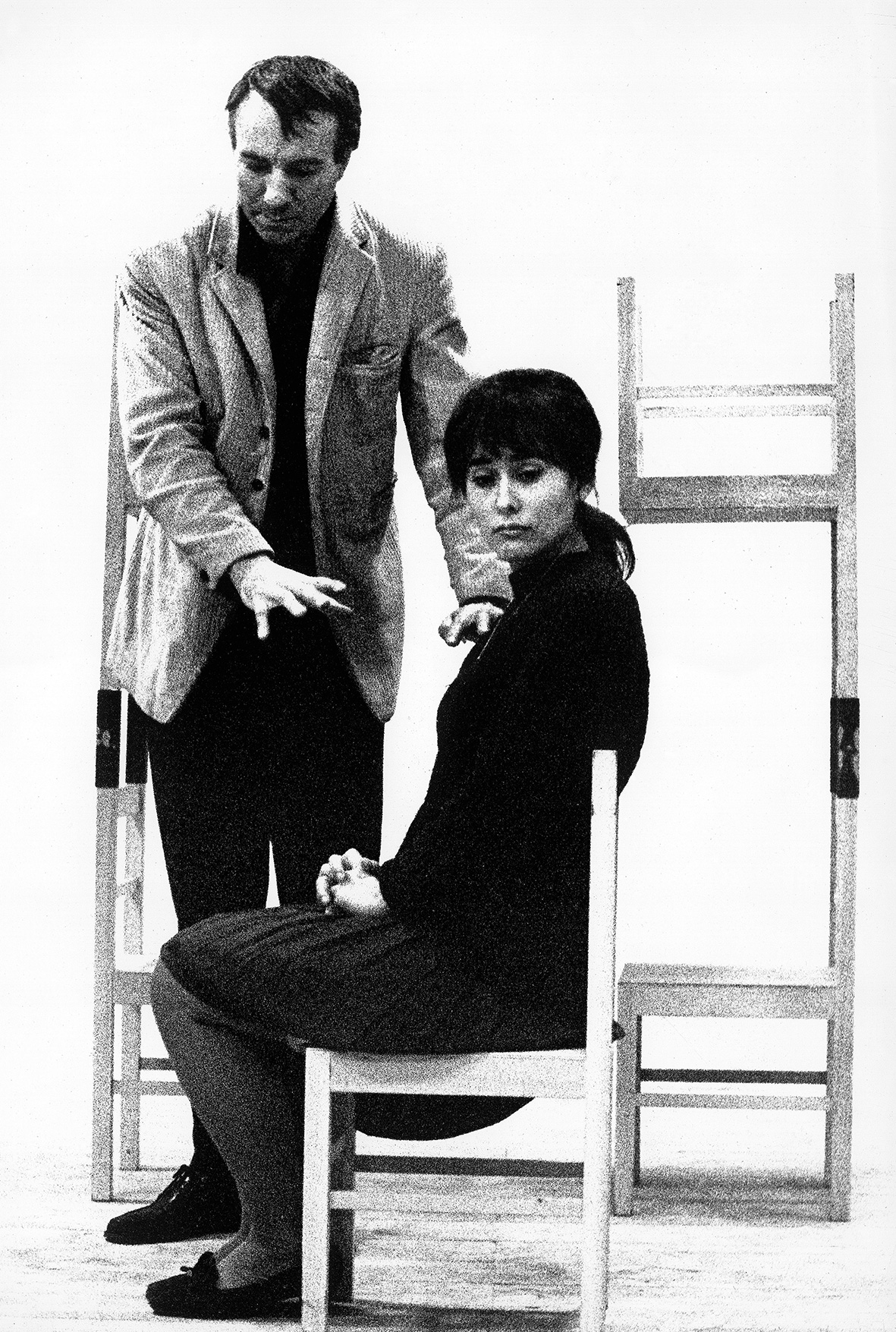
Režisér Jan Grossman a herečka Marie Málková, 1967
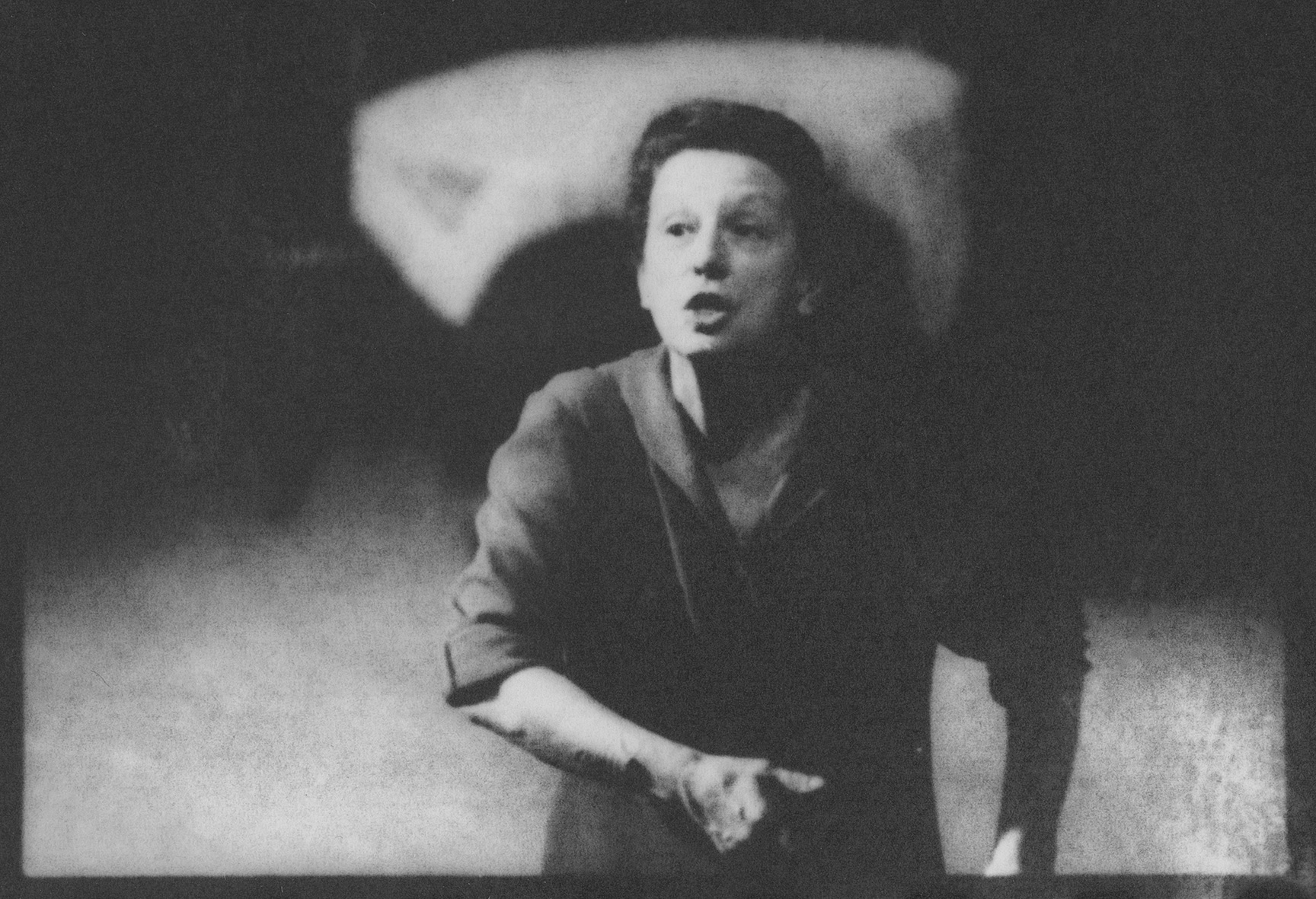
Dana Medřická ve hře Istvána Örkényho „Kočičí hra“, Národní divadlo, 1974
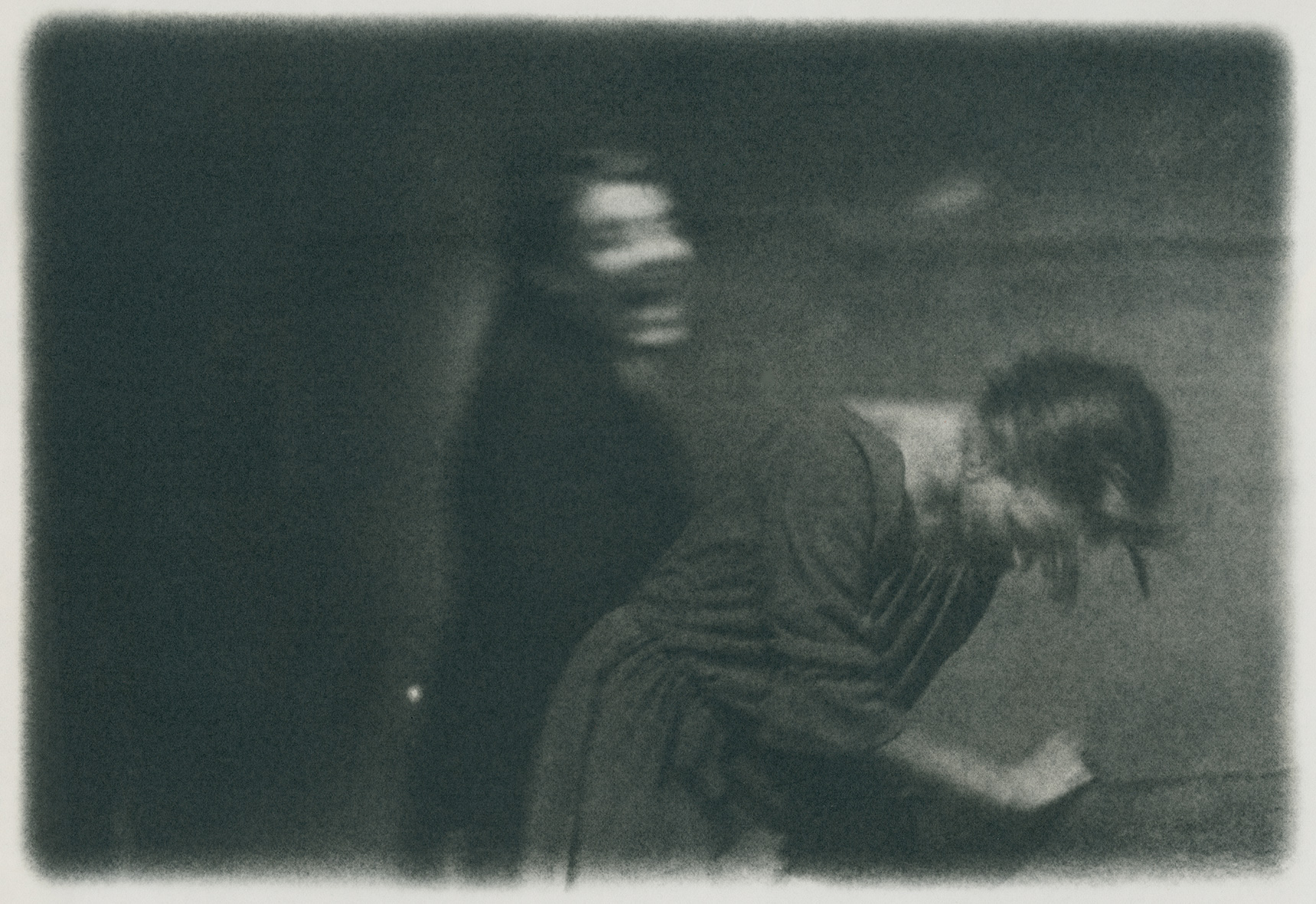
Bratři Karamazovi, Divadlo Na zábradlí, 1979, režie Evald Schorm.

Kromě stěžejní Krejčího tvorby divadelního fotografa se věnoval i dalším uceleným cyklům. Jedním z nich byl dokumentární soubor Ideo-nelogicky vzato. Vytvořil dokumentární portréty Bohuslava Reyneka, Jana Zrzavého, Zdenka Seydla, Olbrama Zoubka, Karla Svolinského, Vladimíra Preclíka, Vladimíra Tesaře, Jaroslava Seiferta, Zdeny Fibichové, Hany Wichterlové, Bedřicha Stefana, Jana Sládka, Dany Medřické, Vlasty Fabiánové, Ladislava Peška a mnoha dalších výtvarných a divadelních tvůrců.

Portréty
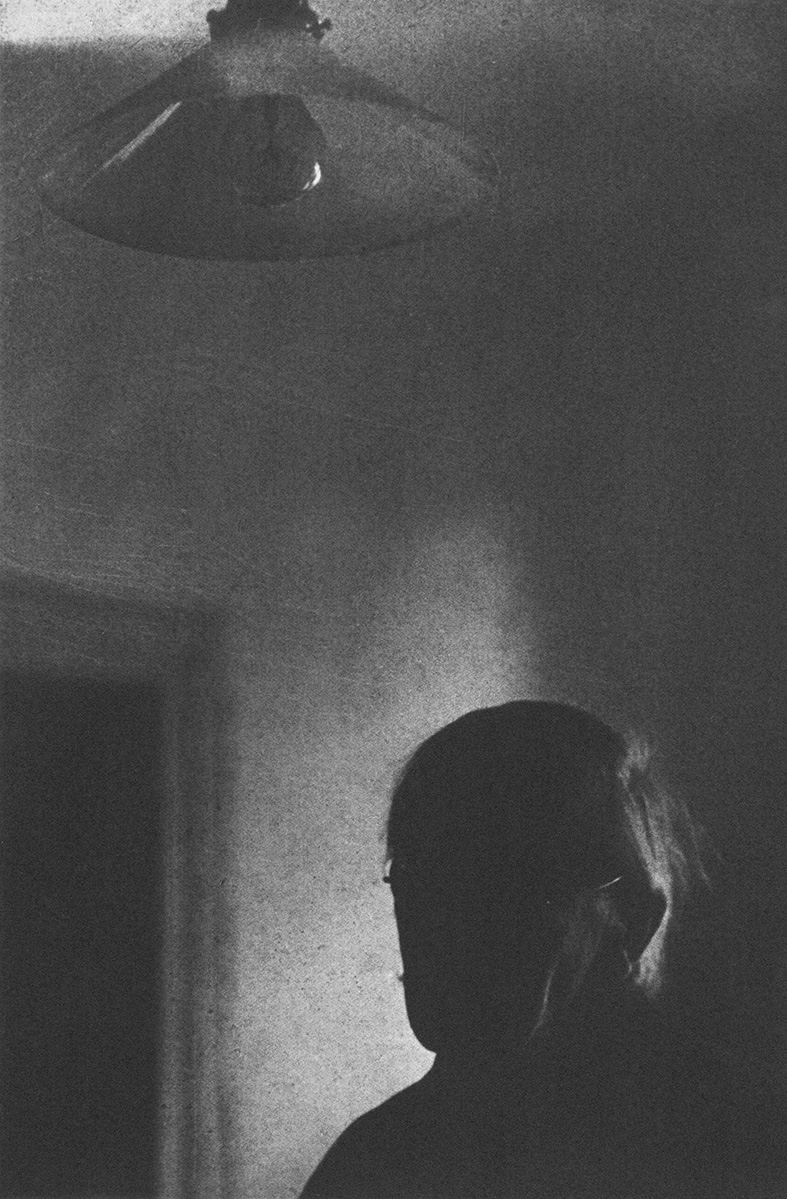
Bohuslav Reynek, Petrkov, 1971
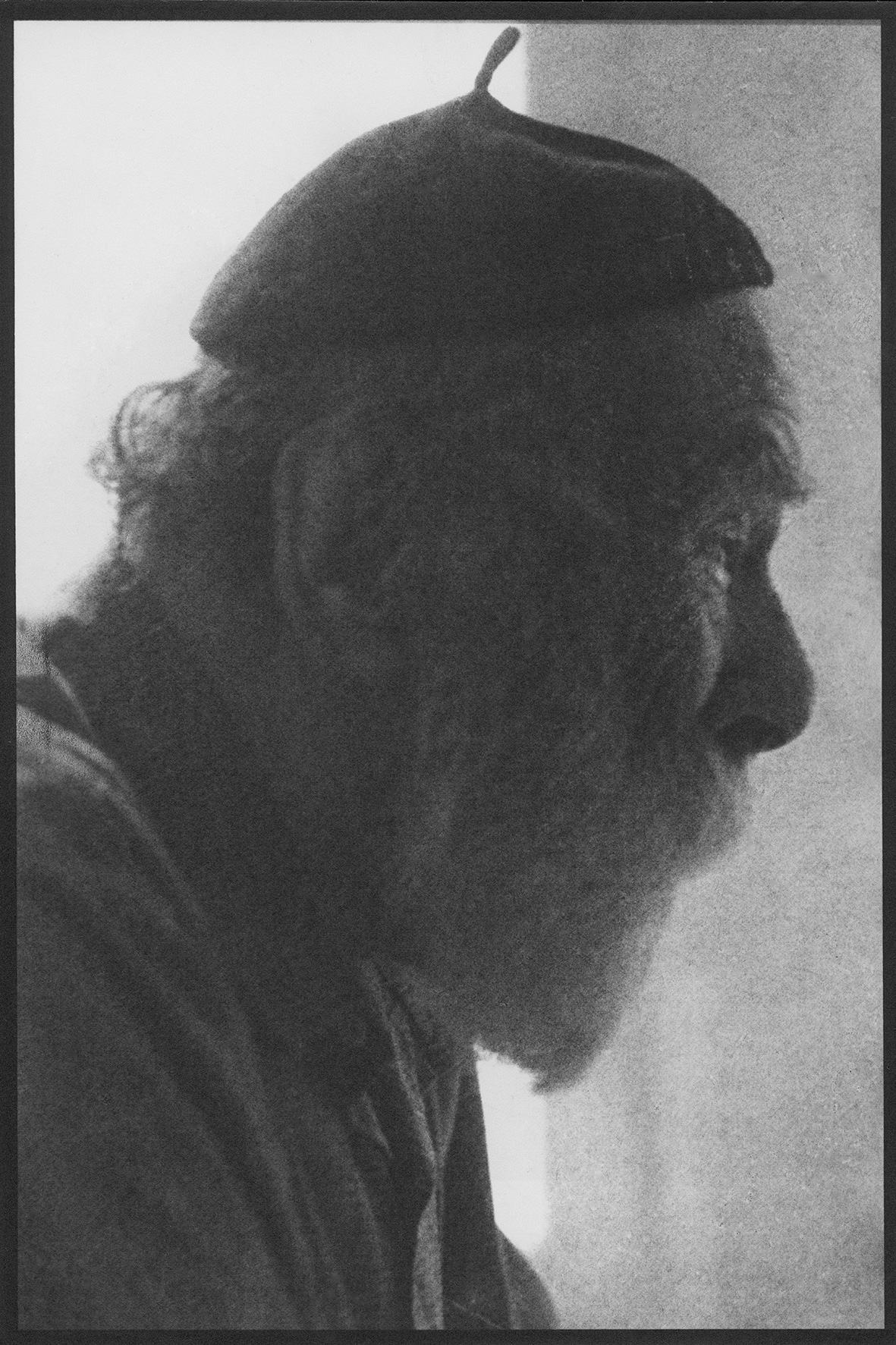
Jan Zrzavý, 1977
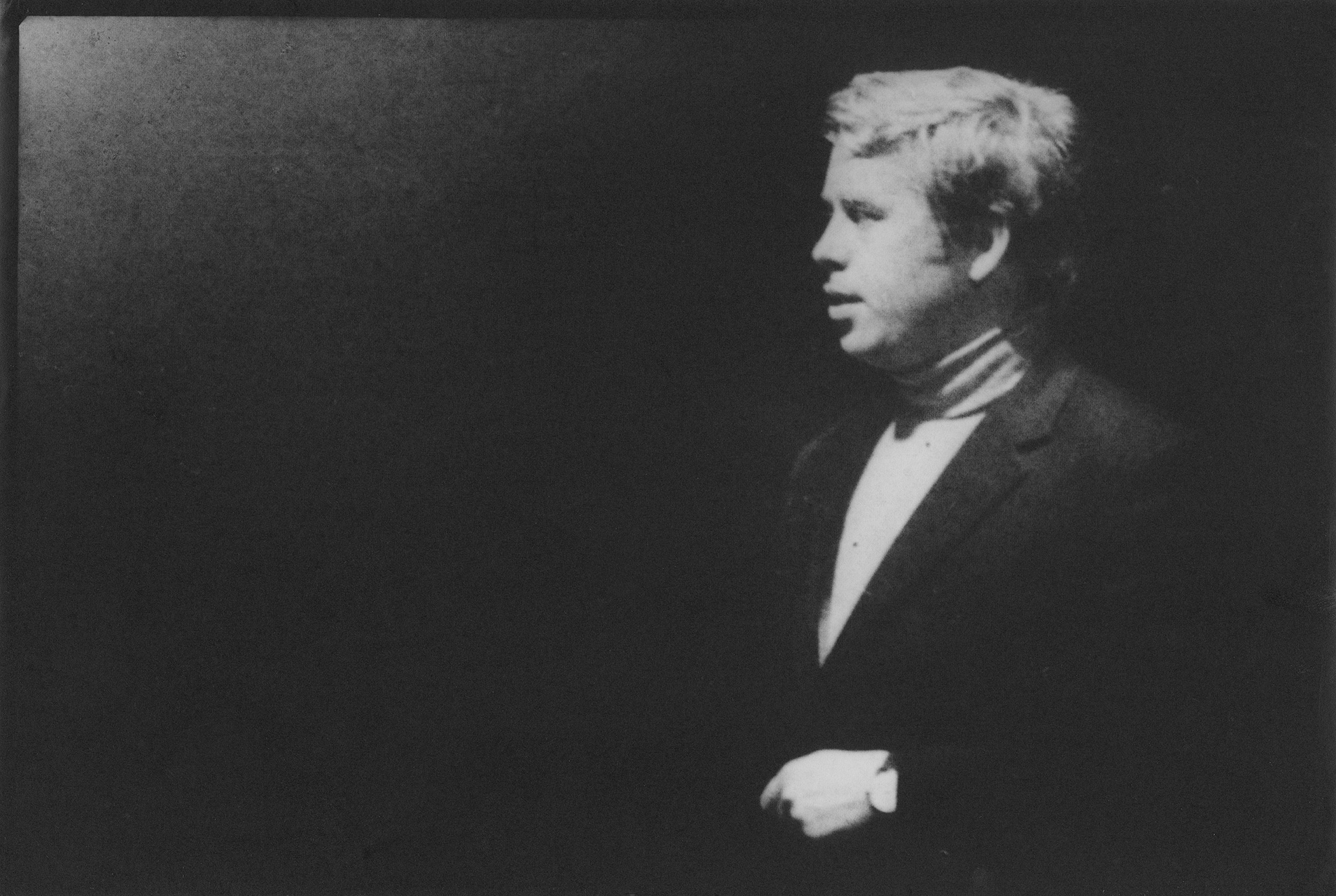
Václav Havel, 1965

V roce 1973 vytvořil rozsáhlou fotografiku pro interiéry československého velvyslanectví v Indii, v New Delhi. Později takto vybavil i několik objektů v Čechách, například roku 1977 vytvořil grafiky pro výpočetní střediska v Plzni, Aši, Třebíči a v Praze a pro kulturní dům v Rýmařově.
Spolupracoval s Československou televizí. Fotografoval například práce na filmech o Bohuslavu Reynekovi, Vladimíru Tesařovi, Miloslavu Holém, Vladimíru Preclíkovi, Miroslavu Macháčkovi, Daně Medřické, při inscenaci Hamleta v Národním divadle. S Janem Špátou spolupracoval při natáčení filmu Variace na Mahlerovo téma.
Od roku 1966 Jaroslav Krejčí pravidelně vystavoval, samostatně poprvé v roce 1984. Jeho pražskou dílnou se stal ateliér ve Všehrdově ulici 10 na malostranské Kampě, v domě nad Čertovkou. V době normalizace byl ateliér místem tajných přednášek filozofa Jana Patočky. Od roku 1975, kdy Krejčí vyučoval jako externí pedagog katedry fotografie na FAMU v Praze (obor divadelní fotografie, grafická úprava, plastika) se ateliér stal místem přednášek a diskusí se studenty. Setkání s Krejčím v jeho vlastním prostředí mělo silný iniciační efekt. Na FAMU učil přes 20 let a v roce 1998 ve svém ateliéru obhájil docenturu v oboru divadelní fotografie.

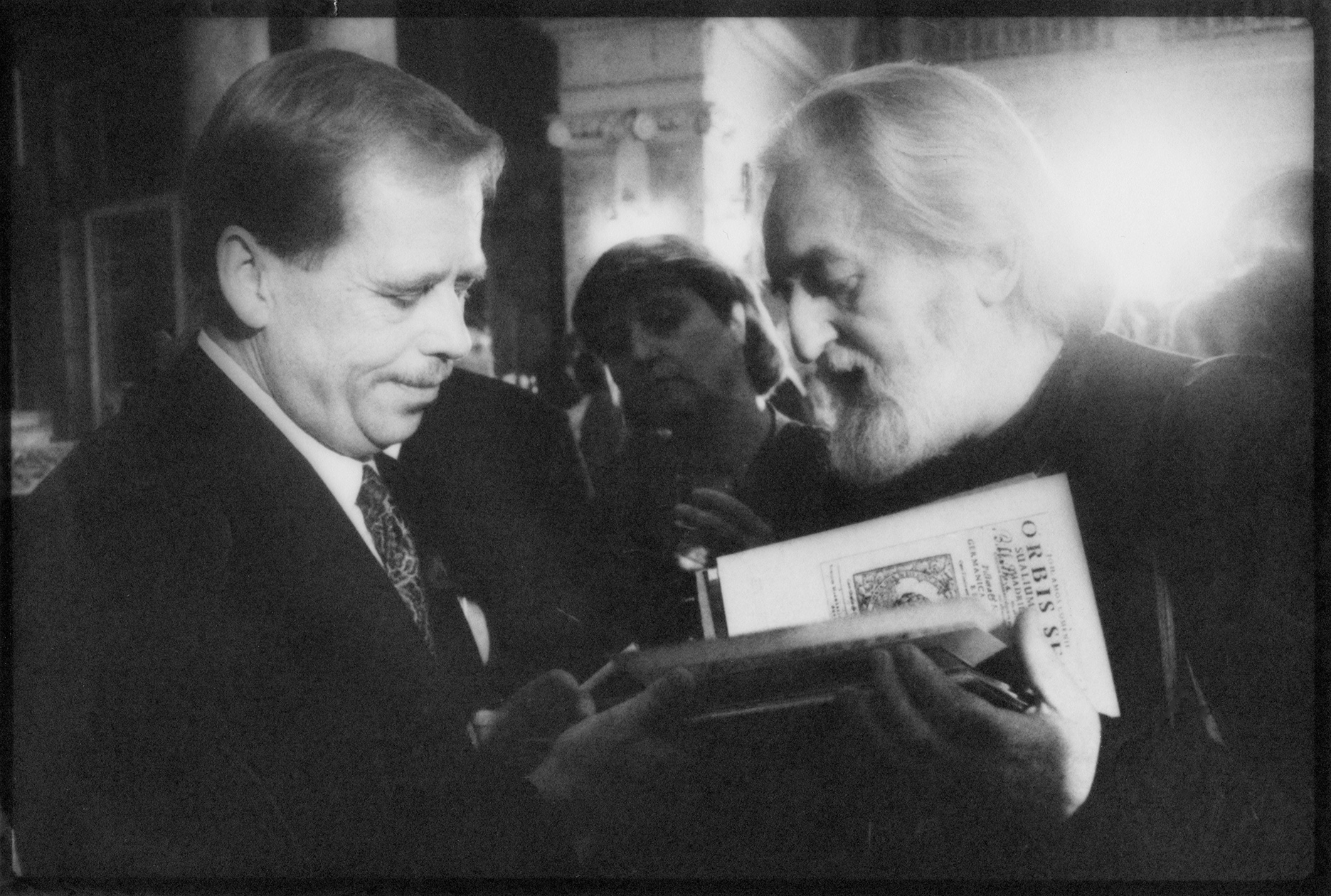
Václav Havel a Jaroslav Krejčí

V letech 1989 – 1990 fotografoval Jaroslav Krejčí události ve štábu Občanského fóra a revoluční setkání v pražských divadlech. Od roku 1993 spolupracoval na stálé expozici Mezinárodního centra Egona Schieleho v Českém Krumlově. V rámci divadelního festivalu vedl fotografické dílny v Čechách a v Německu. Po tzv. Sametové revoluci procestoval Krejčí cizinu, vystavoval, učil a stále fotografoval. Po listopadu 1989 se zúčastnil asi 190 výstav, z toho 98 bylo samostatných.
V roce 2002 při stoleté vodě v Praze byl ateliér na Čertovce zcela zdevastován. Téměř celý fotografický archiv se ocitl pod vodou. Při záchranných pracích pomáhalo mnoho studentů a blízkých přátel. Přes velké hmotné ztráty se podařilo zachránit stěžejní část Krejčího díla, zvláště tzv. Divadelní Jarmaru, velkou vestavěnou dřevěnou skříň, naplněnou divadelními fotografiemi ze 160 inscenací a portréty divadelních osobností.
V roce 2003 uspořádal Jaroslav Krejčí objemnou knihu Divadelní jarmara Alfréda Radoka a Jana Grossmana, která jeho životní dílo shrnuje a uzavírá.
Jaroslav Krejčí neměl děti. Jeho životní partnerkou byla Hana Marešová. Společně vytvářeli v atelieru nad Čertovkou rodinné zázemí přátelům, hercům a studentům.
Po Krejčího smrti v roce 2006 byla divadelní část tvorby uspořádána a přes 13 000 fotografií z 257 inscenací předáno do archivu Divadelního ústavu. Divadelní fotograf a Krejčího blízký přítel Viktor Kronbauer uspořádal na podzim 2009 retrospektivní výstavu v Novoměstské radnici v Praze. Autorská práva a pozůstalost spravují Krejčího studenti a spolupracovníci Jan Havel a Irena Vodáková. Dílo je zařazováno do archivů vybraných institucí, např. Knihovna Václava Havla, Ústav dějin umění, Památník národního písemnictví a další. V nakladatelství Karolinum se připravuje monografie JK.

Další tvorba
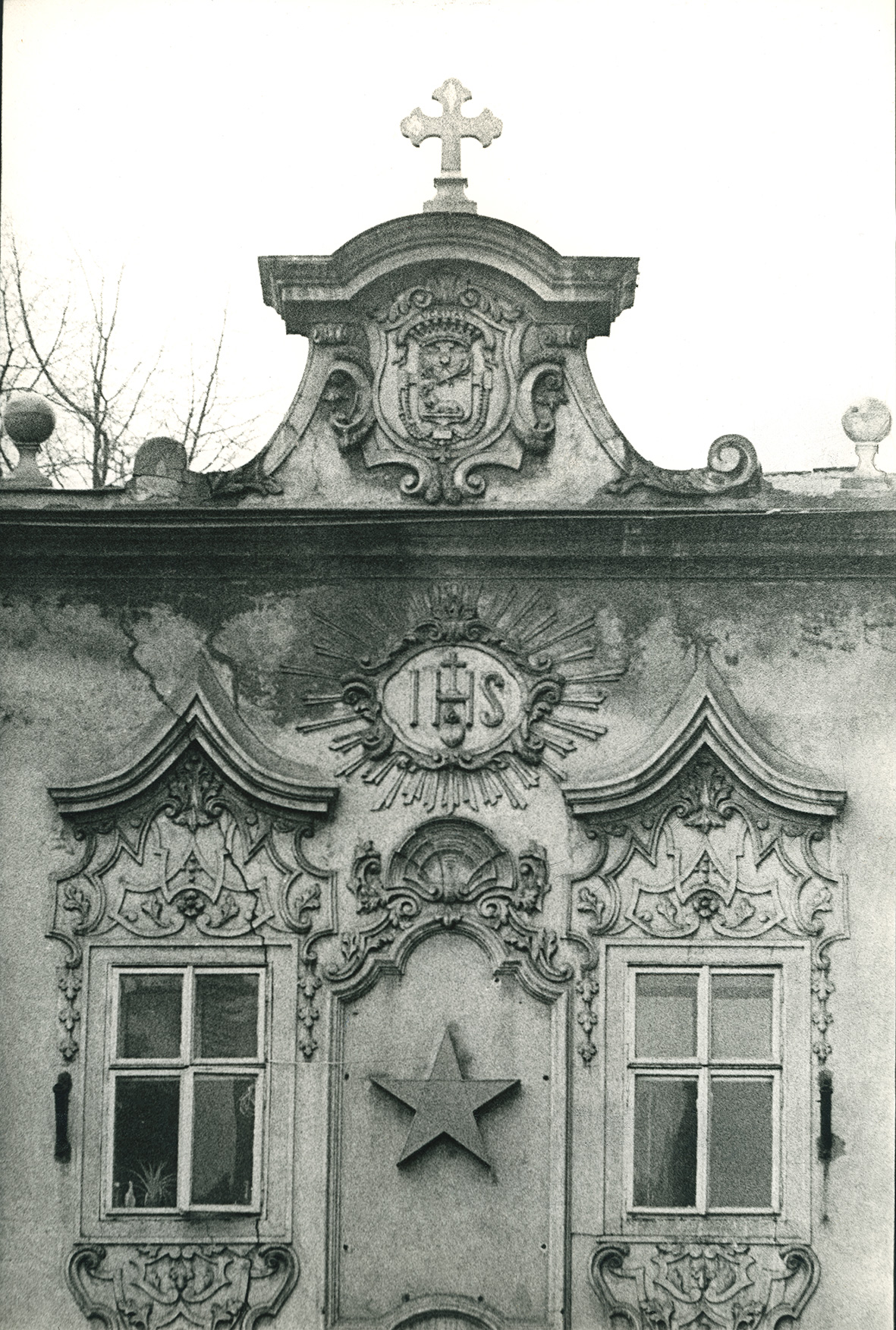
Fotografie z cyklu „Socialistické fary“
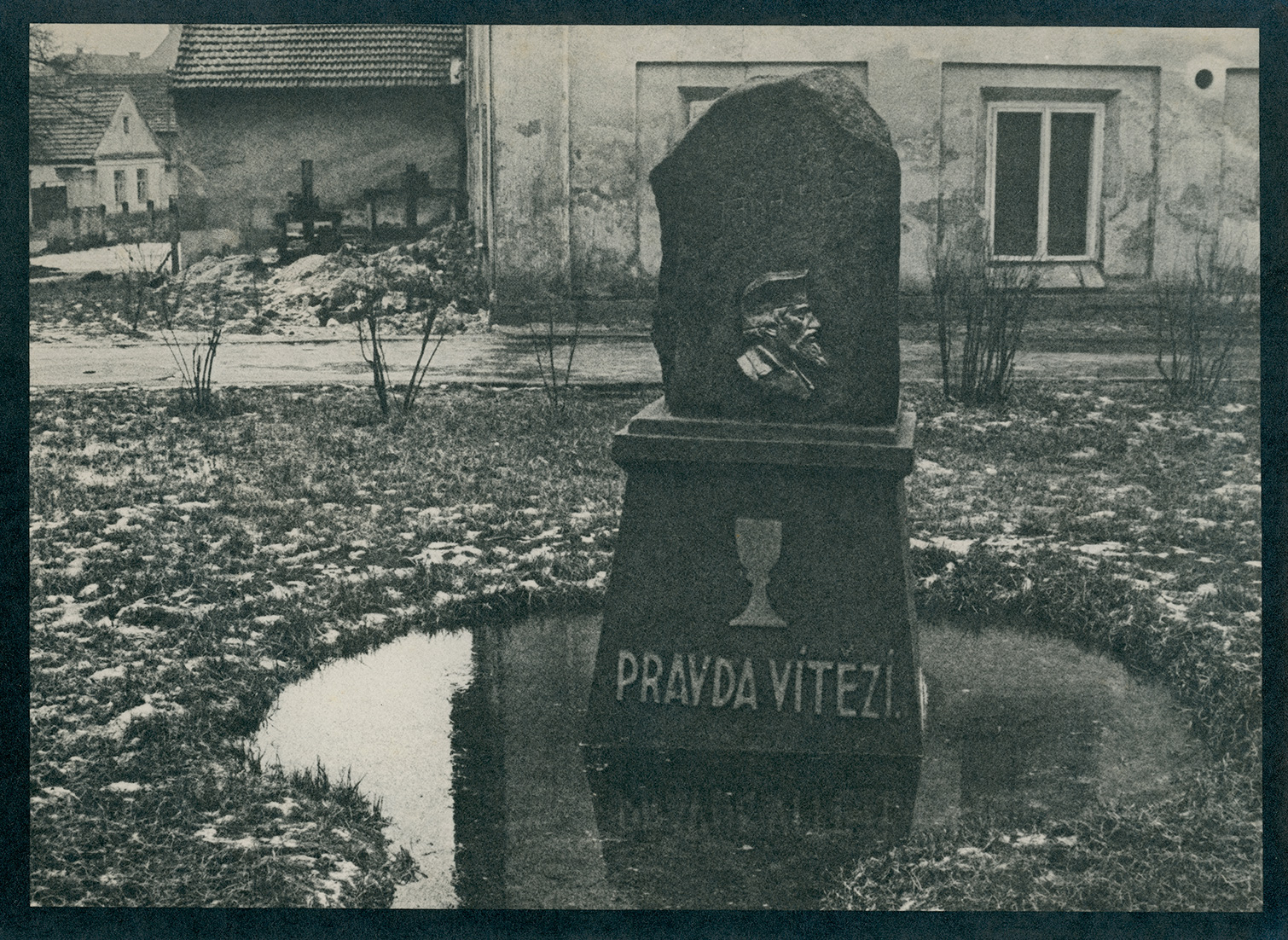
Fotografie z cyklu „Ideo-nelogicky vzato“
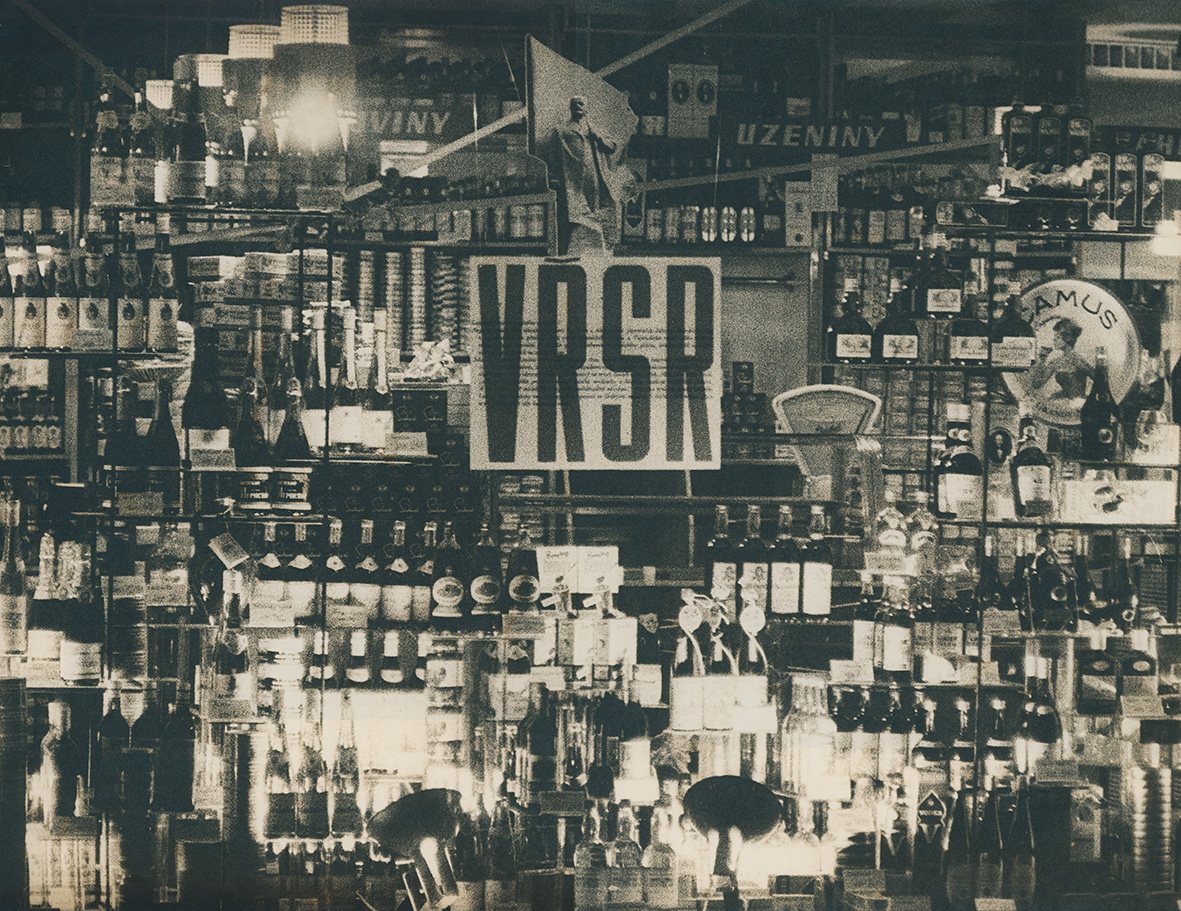
Fotografie z cyklu „Ideo-nelogicky vzato“

## Dílo

### Ilustrace, grafika, design (výběr)
- Moře, sníh a velkoměsta, Jack London, Albatros : Praha, 1964, 244 s.
  - 2. vydání: 1974, 3. vydání: 1985
- Umělý svět, SNDK 1963, 165 s.
- Páni inženýři, SNDK 1965, 221 s.
- Blues, dřevoryty, 1961 – nevydáno
- Hřebec Grošák, dřevoryty, 1961 – nevydáno
- Kafka und Prag, Belser : Stuttgart, 1971, 190 s.
- Gustav Mahler und Wien, Belser : Stuttgart, 1978, 163 s. ISBN 3763090215
- Josef Svoboda, Divadelní ústav : Praha, 1971, 86 s.
- Adolf Wenig, Divadelní ústav : Praha, 1973, 85 s.

### Fotografické publikace (výběr)
- Min Tanaka – Moře pod kůží, Torst, 1992, ISBN 80-900149-6-8
- Jaroslav Seifert a Jan Zrzavý ve fotografiích Jaroslava Krejčího, Orbis Pictus, 1990, ISBN 80-85240-03-3
- 21. 1. 86 – Zpráva o pohřbu básníka Jaroslava Seiferta, Volvox Globator 1995, ISBN 80-85769-77-8
- Serge Sabarsky, Egon Schiele Centrum, 1994
- V tomto domě žil básník a grafik Bohuslav Reynek, Vyšehrad, 1996

### Závěrečná celoživotní práce
Divadelní jarmara Alfréda Radoka a Jana Grossmana (750 fotografií s komentáři), vydal Divadelní ústav v Praze v roce 2003 při příležitosti Pražského Quadrienale, ocenění Nejkrásnější kniha roku, ISBN 80-7008-148-1

## Významnější samostatné výstavy (výběr)
- 1984 – Fotografie Jaroslava Krejčího : Setkání s Bedřichem Stefanem, Zdenkem Seydlem, Janem Sládkem, Bohuslavem Reynkem a Janem Zrzavým, Malá výstavní síň, Liberec, 31. května – 24. června 1984 – 1. samostatná výstava fotografií
  - výstava byla reprízována v pražské Výstavní síni Fotochema, 5. – 23. června 1985
- 1984 – Paříž, Centre Georges Pompidou – Kafkův Proces v Divadle na zábradlí
- 1990 – Moskva – Ruská klasika na českých jevištích
- 1990 – Regensburg – Revoluce 89 a Divadlo
- 1990 – Paříž, UNESCO – Revoluce 89
- 1992 – Naarden – Revoluce 89 a Divadlo
- 1992 – Hakušu – Min Tanaka a Divadlo
- 1994 – Grenoble – Bohuslav Reynek
- 1994 – Pasov – Divadelní fotografie
- 1995 – Praha – 21.1. 86 a Jaroslav Seifert
- 1996 – Naarden, muzeum J.A. Komenského – JAK
- 1996 – Oslo – Divadlo
- 1998 – Znojmo – V tomto domě žil básník a grafik Bohuslav Reynek
- 1999 – Praha – Ideo-nelogicky vzato… o co nám to tehdy vlastně šlo?
- 2000 – Bejrút – Min Tanaka
- 2002 – Krucemburk – Jan Zrzavý
- 2002 – Chambery – Potopa 2002
- 2009 – Praha – Jaroslav Krejčí: Fotografie-kresby-malby-grafika-plakáty-knihy výstava k nedožitým 80. narozeninám, Novoměstská radnice v Praze,22. 10. – 15. 11. 2009, [2]

## Ocenění díla

### Ceny za divadelní fotografii
- 1977 – Novi Sad – Matka Kuráž
- 1980 – Novi Sad – Bratři Karamazovi
- 1983 – Novi Sad – Maratón
- 1989 – Novi Sad – Min Tanaka

### Ceny za knižní design
- Kafka und Prag, 1971 Frankfurt n. M.
- Kafka und Prag, 1973 Jeruzalem
- Evropská cena za výtvarné umění, 2000 Brusel – Praha
- Divadelní jarmara Alfréda Radoka a Jana Grossmana, 2. místo v soutěži Nejkrásnější kniha 2003